# MATE
Pour l’article homonyme, voir Mate.
MATE (prononcer maté à l'espagnole) est un environnement de bureau libre utilisant (dans un premier temps) la boîte à outils GTK+ 3.x et destiné aux systèmes d'exploitation apparentés à UNIX.
Il consiste en un fork de GNOME 2 et son nom vient de la yerba maté dont les feuilles sont utilisées pour préparer une boisson stimulante en Amérique latine.
Afin de permettre une installation sans conflit avec les composants de GNOME 3, plusieurs applications ont été renommées. Ainsi, MATE et GNOME 3 peuvent être installés en parallèle, ce qui n'était pas possible entre GNOME 2 et GNOME 3.

## Historique
À la suite d'un nouvel habillage de bureau (notamment avec la refonte des menus en écran « activités ») prise par GNOME 3, les archives contenant le code source de la dernière version de GNOME 2 (version 2.32) ont été reprises par un développeur d'Arch Linux afin de conserver la métaphore traditionnelle du bureau. Progressivement, d'autres développeurs ont rejoint cet effort qui s'est transformé en un projet indépendant avec l'ouverture d'un site web, la mise en place d'un dépôt de code source sur GitHub, d'un environnement de travail pour les traducteurs sur Transifex (en) et de dépôts de téléchargement.
La transition de Gtk+ 2.x vers Gtk+ 3.x a été achevée avec la version 1.1.18 (2017)[réf. non conforme]. Cependant, la transition de Xorg vers Wayland n'est pas encore réalisée car cela demanderait beaucoup de travail à l'équipe de développement. Comme l'adoption de Wayland est considérée comme indispensable, l'équipe de développement envisage d'utiliser Mir comme un gestionnaire de fenêtre pour Wayland. Cette approche permettrait de réduire considérablement le travail à réaliser.

## Applications incluses
Plusieurs de ces applications ont été reprises et renommées pour MATE :
- Caja - gestionnaire de fichiers (dérivé de GNOME Fichiers)
- Pluma - éditeur de texte (dérivé de gedit)
- Eye of Mate - visionneuse d'images (dérivée de Eye of GNOME)
- Atril - visionneuse de documents (dérivée d'Evince)
- Engrampa - gestionnaire d'archives (dérivé de File Roller)
- MATE Terminal - émulateur de terminal (dérivé de GNOME Terminal)

La liste intégrale des applications et des applets est disponible sur le site web officiel.

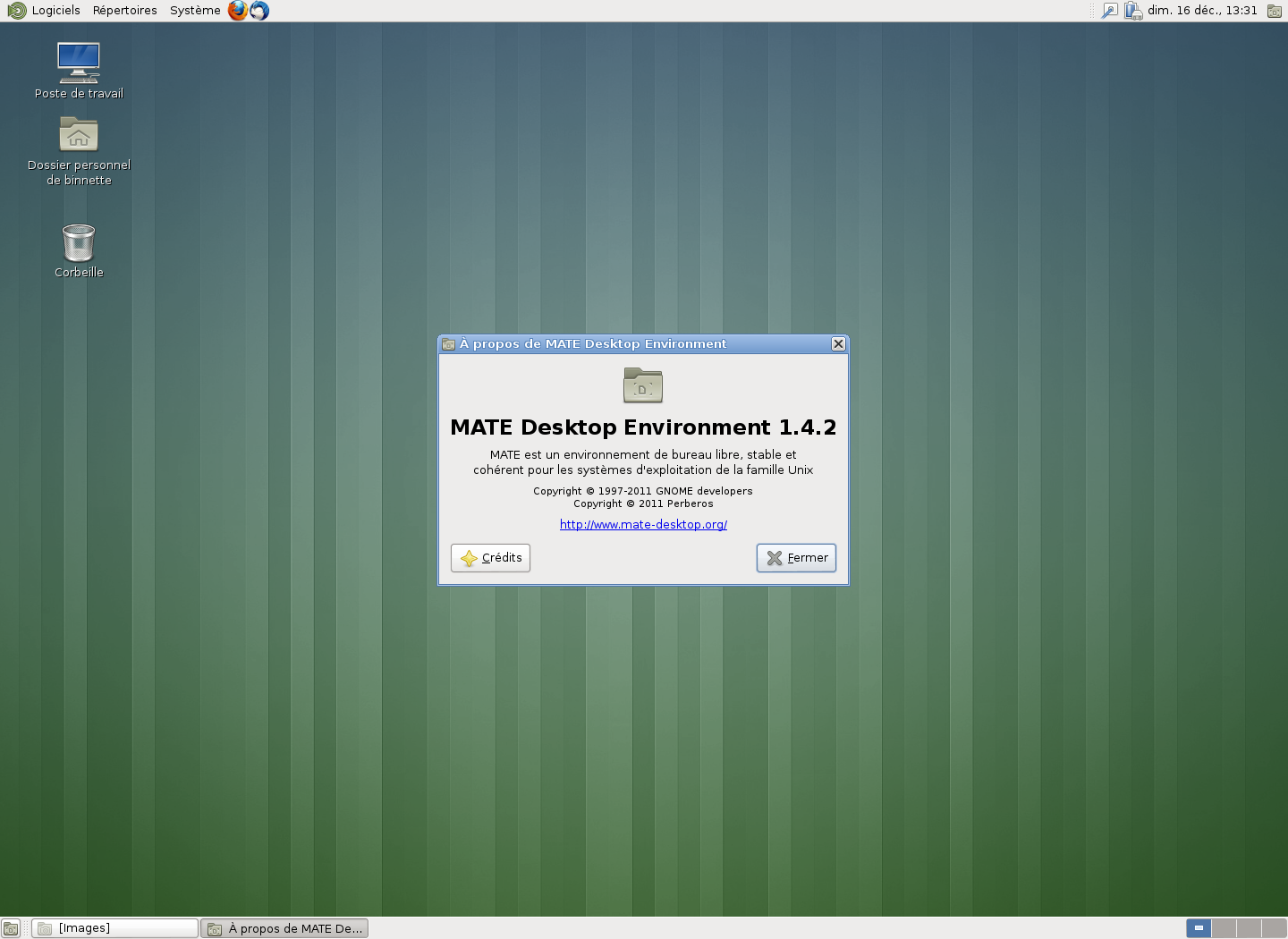
Le bureau MATE 1.4.2 sous Ubuntu 12.10

## Adoption
En avril 2012, MATE est inclus dans Linux Mint et est l'environnement par défaut de Linux Mint Debian Edition. La distribution Salix OS a également une version contenant MATE 1.8.1, ce qui offre aux utilisateurs de Slackware la possibilité d'utiliser ces dépôts. 
En septembre 2012, openSUSE en version 12.2 le propose à son tour. 
En avril 2015, Ubuntu MATE devient l'une des versions officiellement soutenue d'Ubuntu (à partir de la version 15.04). Pour les distributions Debian, Fedora et Arch Linux, des dépôts à ajouter sont fournis sur le site de MATE. Ce dernier est également proposé dans Mageia 4, sortie en février 2014. En juillet 2015, Calculate Linux offre une image d'installation avec MATE.